# フランセナ・マッコロリー
フランセナ・マッコロリー（Francena McCorory、1988年10月20日 - ）は、アメリカ合衆国の陸上競技選手。主に400mの選手として活躍し、同種目のNCAAおよびアメリカ室内記録保持者である。ロンドンオリンピックアメリカ代表であり、4×400 mRで金メダルを獲得した。また2014年世界室内陸上競技選手権大会でもアメリカ代表を務め、400mで金メダルに輝いた。

## 経歴
マッコロリーはバージニア州ハンプトン出身で故郷のベセル高校（Bethel High School）で400mの才覚を表した。高校時代の特筆すべき成績に、2005年のバージニア州グループAAA東部地域競技大会4×400 mRにてトップから80m差でバトンを受け取ったにもかかわらず、6人を抜き去って優勝したということがある。後日、マッコロリーは初挑戦でサーニャ・リチャーズが保持していた記録を破り、アメリカの400m高校室内記録51秒93を樹立した。
多くの強豪大学からの誘いがあったにもかかわらず、マッコロリーはハンプトン大学へ進学した。2009年、NCAA女子室内陸上競技選手権大会で優勝、そしてNCAA女子陸上競技選手権大会では3位に入賞した。2010年、アーカンソー州フェイエットビルへNCAA室内選手権のタイトルを防衛するために赴いた。マッコロリーは単に優勝を飾っただけでなく、2位に1秒という大差を付けて勝利し、さらにNCAA記録を更新、その上ダイアン・ディクソンが樹立した19歳のアメリカ記録を更新する50秒54の好記録での優勝を果たした。その後、同年のNCAA選手権で室内でマークした記録より若干遅い50秒69で優勝した。数週間後、全米陸上競技選手権大会に出場し、自己新記録となる50秒52をマークして2位で競技を終えた。
ハンプトン大学卒業後、2011年の全米選手権で再び2位になり、50秒49と自己ベストを更新し、2011年世界陸上競技選手権大会への出場権を得た。1か月後にモナコで開かれたヘラクレスで記録を50秒29に縮めた。さらに世界選手権準決勝で50秒24まで自己ベストを向上させた。決勝では50秒45とそれほど速くはなかったものの、初の世界大会で4位という成績で競技を終えた。5日後の4×400mRではアンカーを務め、見事金メダルを獲得した。
2012年、アディダスグランプリで50秒06に記録を更新、オリンピック代表選考会で決勝に進出した。マッコロリーは7レーンで、すぐ内側の6レーンにはサーニャ・リチャーズ＝ロスがいた。リチャーズ＝ロスは序盤から飛ばし、マッコロリーは後半から速度を上げようとして苦労した。リチャーズ＝ロスはシーズンベストをマークし、ディーディー・トロッターもオリンピックの切符を手に入れた。マッコロリーはデビー・ダンを何とか振り切って代表の座を射止めた。
ロンドンオリンピックでは400mと4×400mRに出場した。400mでは50秒33で7位入賞を果たし、4×400mRでは3走を務め、リチャーズ＝ロス、トロッター、アリソン・フェリックスとチームを組んで3分16秒87というソウルオリンピックでのソ連・アメリカチームに次ぐオリンピック史上歴代3位、世界歴代5位の記録で優勝した。
2013年の全米選手権で50秒01に記録を更新し、2013年世界陸上競技選手権大会の出場権を得る。同選手権では400mで6位入賞、4×400mRで銀メダルを獲得した。2014年世界室内陸上競技選手権大会では400mと4×400mRの2冠を達成した。

## 主な成績
| 年                 | 大会               | 開催地             | 結果               | 種目               | 記録               |                    |
| アメリカ合衆国代表 | アメリカ合衆国代表 | アメリカ合衆国代表 | アメリカ合衆国代表 | アメリカ合衆国代表 | アメリカ合衆国代表 | アメリカ合衆国代表 |
| ------------------ | ------------------ | ------------------ | ------------------ | ------------------ | ------------------ | ------------------ |
| 2011               | 世界選手権         | 韓国 大邱          | 4位                | 400 m              | 50.45              |                    |
| 2011               | 世界選手権         | 韓国 大邱          | 1位                | 4x400 mR           | 3:18.09            |                    |
| 2012               | オリンピック       | イギリス ロンドン  | 7位                | 400 m              | 50.33              |                    |
| 2012               | オリンピック       | イギリス ロンドン  | 1位                | 4x400 mR           | 3:16.88            |                    |
| 2013               | 世界選手権         | ロシア モスクワ    | 6位                | 400 m              | 50.68              |                    |
| 2013               | 世界選手権         | ロシア モスクワ    | 2位                | 4x400 mR           | 3:20.41            |                    |
| 2014               | 世界室内選手権     | ポーランド ソポト  | 1位                | 400 m              | 51.12              |                    |
| 2014               | 世界室内選手権     | ポーランド ソポト  | 1位                | 4x400 mR           | 3:24.83            |                    |